# North West Arm (zatoka Sydney Harbour)
North West Arm – zatoka (arm) zatoki Sydney Harbour w kanadyjskiej prowincji Nowa Szkocja, w hrabstwie Cape Breton; nazwa urzędowo zatwierdzona 3 grudnia 1953.